# ArcSuite
ArcSuite(あーくすぃーと)は、富士フイルムビジネスイノベーション（旧富士ゼロックス）が開発したWebベースの統合情報管理システムである。
一般オフィス業務を対象としたArcSuite Officeと、技術開発業務を対象としたArcSuite Engineering、ArcSuite Engineering Lightが存在する。また、ArcSuite Engineeringは、同社がかつて販売していた製品情報管理（PDM）システムEDMICSの後継製品である。
ArcSuiteは、さまざまなフォーマットに対応した全文検索機能をもつ。
SDKとして、JavaAPI版、Javaライブラリ版、コマンドライン版、Webサービスインターフェース版の4種類のインターフェースが用意されている。
コマンドラインは内部でJavaライブラリをCallし、Javaライブラリは内部でJavaAPIをCallする。
JavaAPIを使いこなすには深い理解が必要なので、Javaライブラリかコマンドラインの利用が推奨される。
Javaライブラリはディレクトリ上に作成したテキストファイルを介してデータのやり取りを行うので、速度が要求される処理には向かない。
パッケージ自体にはトランザクション機能がない。